# 사이퍼펑크

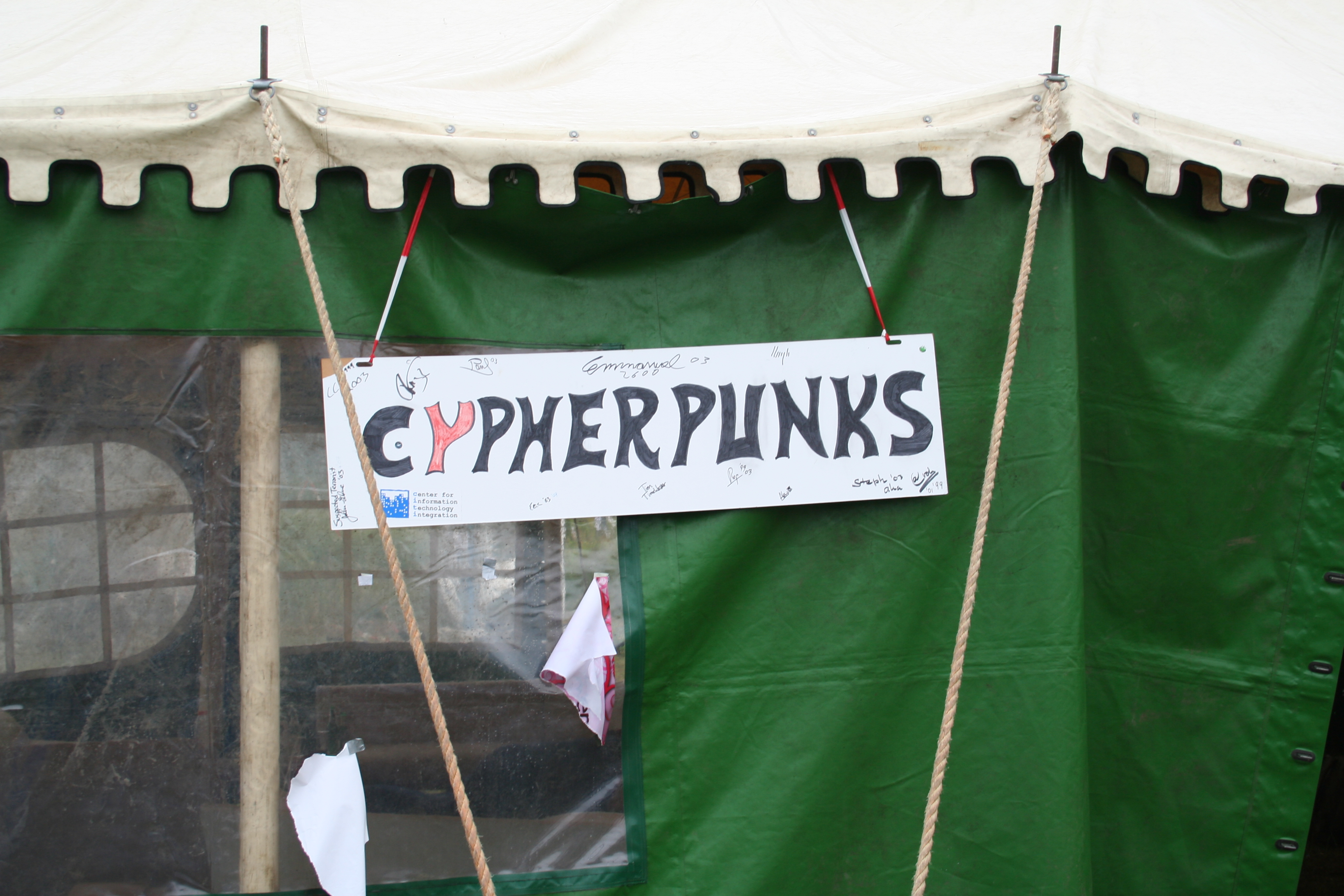

사이퍼펑크(cypherpunk)는 사회적, 정치적 변화의 방법으로 강력한 암호 기술과 프라이버시 강화 기술의 광범위한 사용을 옹호하는 모든 개인을 가리킨다. 원래 사이퍼펑크 메일링 리스트를 통해 교류하던 비공식 집단들은 암호 기술의 선제적 사용을 통한 개인 정보 보호와 보안 달성을 추구했다. 적어도 1980년대 후반부터 적극적인 활동에 참여했다.

## 역사

### 메일링 리스트 이전
대략 1970년대까지, 암호 기술은 군사 또는 정보 기관에서 비밀리에 활용하는 것이 일반적이었다. 두 개의 출판물이 대중에게 공개되면서 상황이 바뀌었는데 하나는 미국 정부가 출판한 데이터 암호화 표준(DES)으로 매우 널리 쓰이게 된 블록 암호이고 다른 하나는 공개적으로 활용가능한 최초의 공개 키 암호 방식인 휫필드 디피와 마틴 헬먼의 작업물이다.
사이퍼펑크 사상의 기술적 뿌리는 익명 전자 화폐, 가명 평판 시스템 등을 주제로 한 암호학자 데이비드 차움의 작업들로 거슬러 올라가는데 그의 논문 "사용자를 식별하지 않는 보안: 빅 브라더를 무용지물로 만드는 거래 시스템" (Security without Identification: Transaction Systems to Make Big Brother Obsolete, 1985)에서 이를 다루고 있다.
1980년대 후반 이러한 아이디어가 모여 하나의 운동을 이루게 되었다.

### 어원 및 사이퍼펑크 메일링 리스트
1992년 후반 에릭 휴스, 티모시 C. 메이, 존 길모어는 매월 샌프란시스코 베이 에어리어에 위치한 길모어의 회사 시그너스 솔루션스에 만나는 작은 모임을 시작했다. 첫 번째 모임의 참석자였던 주드 밀론은 익살스럽게 암호문(cipher)과 사이버펑크(cyberpunk), 두 단어로부터 사이퍼펑크라는 단어를 만들었다. 2006년 11월 사이퍼펑크는 옥스포드 영어사전에 등재되었다.
1992년 시작된 사이퍼펑크 메일링 리스트는 1994년에는 700명의 구독자가 있었다. 전성기에는 기술적 토론이 활발하게 이루어졌는데 논의의 대상은 수학, 암호학, 컴퓨터 과학, 정치적 또는 철학적 논의, 개인적인 말다툼과 공격, 일부 스팸 메일까지 포함하고 있었다. 존 길모어의 메일에 따르면 1996년 12월 1일부터 1999년 3월 1일까지 하루 평균 30건의 메시지를 교환했고 그 이전에는 더 많은 수의 메시지를 주고 받았을 것이라고 한다. 1997년에는 구독자 수가 2천 명에 이르렀던 것으로 추정된다.